# Amphibia (serial)
Amfibienii (în engleză Amphibia) este un serial de televiziune animat american creat de Matt Braly pentru Disney Channel. Produs de Disney Television Animation, serialul a avut premiera pe 17 iunie 2019 și finalul pe 14 mai 2022.
Amfibienii s-a bucurat de o primire pozitivă, cu laude pentru personaje, animație, dublaj, umor și încărcătură emoțională.
În România serialul a avut premiera pe Disney Channel pe 9 decembrie 2019.

## Poveste
După ce fură o cutie muzicală misterioasă, Ana ajunge în Amfibia, un ținut mlaștinos de dimensiuni liliputane populată de oameni-broaște vorbitori și de animale de mici dimensiuni în variante gigantice. Aici se împrietenește cu Broschi Plantă, un copil-broască de 10 ani care o învață ce înseamnă prietenia și cu ajutorul căruia luptă să protejeze amfibienii de broaștele râioase.
În sezonul doi, Ana și prietenii săi părăsesc limitele confortabile ale Negurenului pentru îndepărtatul oraș Tritonia, în încercarea de a descifra misterele cutiei muzicale.
În sezonul trei, Ana și plantarii sunt transportați la casa Anei din suburbiile din Los Angeles de Est. Ana trebuie acum să ajute familia broască să se adapteze la lumea urbană și să păstreze secretul identităților, în timp ce caută o modalitate de a se întoarce în Amfibia și de a opri invazia lui Adrian. În Amfibia, Sasha și Mâzgă conduc oamenii din Negureni într-o rebeliune împotriva lui Adrian, care o folosește pe Marcy ca vas pentru stăpânul său, o entitate cunoscută sub numele de Nucleul.

## Personaje

### Personaje principale
- Anne Boonchuy (Ana Bonciui) →  O fată thailandeză de 13 ani care a locuit inițial pe pământ până când un cufăr magic, cunoscut sub numele de Cutia Calamității, a transportat-o în Amfibia alături de prietenele ei Sasha și Marcy.

- Sprig Plantar (Broschi) →  Un băiat broască de 10 ani, care devine cel mai bun prieten al Annei. El este un copil broască foarte aventuros și energic, ambele calități care îl pot aduce la aventură și, respectiv, în necaz.
- Hopediah "Hop Pop" Plantar (Moș Hop) → Omul de 68 de ani, strict, fiind bunicul supra-protector, și fermier care conduce ferma familiei. El i-a supravegheat pe Broschi și Paula de când și-au pierdut părinții.
- Polly Petunia Plantar (Paula) → Sora mormoloc a lui Broschi, care iubește aventura, monștri și distracția.
- Bessie  → Un melc gigant care servește ca mijloc de transport al familiei Plantar.

## Episoade
| Sezon | Sezon | Episoade (părți) | Difuzare originală | Difuzare originală | România          | România          |
| Sezon | Sezon | Episoade (părți) | Început            | Sfârșit            | Început          | Sfârșit          |
| ----- | ----- | ---------------- | ------------------ | ------------------ | ---------------- | ---------------- |
|       | 1     | 20 (39)          | 17 iunie 2019      | 18 iulie 2019      | 9 decembrie 2019 | 24 ianuarie 2020 |
|       | 2     | 20 (36)          | 11 iulie 2020      | 22 mai 2021        | 3 aprilie 2021   | 1 august 2021    |
|       | 3     | 19 (32)          | 2 octombrie 2021   | 14 mai 2022        | 5 martie 2022    | 31 iulie 2022    |

## Lista de episoade
| N/o (în serie) | N/o (în sezon) | Titlu în engleză                      | Titlu în română                       | Premiera originală | Premiera în România |
| -------------- | -------------- | ------------------------------------- | ------------------------------------- | ------------------ | ------------------- |
|                |                |                                       |                                       |                    |                     |
| SEZONUL 1      |                |                                       |                                       |                    |                     |
|                |                |                                       |                                       |                    |                     |
| 1              | 1a             | Anne or Beast?                        | Anna sau Bestia?                      | 17 iunie 2019      | 9 decembrie 2019    |
| 1              | 1b             | Best Fronds                           | Cei mai buni prieteni                 | 17 iunie 2019      | 9 decembrie 2019    |
| 2              | 2a             | Cane Crazy                            | Nebunia toiagului                     | 18 iunie 2019      | 10 decembrie 2019   |
| 2              | 2b             | Flood, Sweat and Tears                | Potop, sudoare și lacrimi             | 18 iunie 2019      | 10 decembrie 2019   |
| 3              | 3a             | Hop Luck                              | Norocul lui Hop                       | 19 iunie 2019      | 11 decembrie 2019   |
| 3              | 3b             | Stakeout                              | Pânda                                 | 19 iunie 2019      | 11 decembrie 2019   |
| 4              | 4a             | The Domino Effect                     | Efectul domino                        | 20 iunie 2019      | 12 decembrie 2019   |
| 4              | 4b             | Taking Charge                         | Încărcătura                           | 20 iunie 2019      | 12 decembrie 2019   |
| 5              | 5a             | Anne Theft Auto                       | Furtul auto al Annei                  | 24 iunie 2019      | 13 decembrie 2019   |
| 5              | 5b             | Breakout Star                         | Steaua care evadează                  | 24 iunie 2019      | 13 decembrie 2019   |
| 6              | 6a             | Sprig Vs. Hop Pop                     | Broschi vs Moș Hop                    | 25 iunie 2019      | 16 decembrie 2019   |
| 6              | 6b             | Girl Time                             | Ieșim ca fetele                       | 25 iunie 2019      | 16 decembrie 2019   |
| 7              | 7a             | Dating Season                         | Sezonul întâlnirilor                  | 26 iunie 2019      | 17 decembrie 2019   |
| 7              | 7b             | Anne Vs. Wild                         | Anna vs Sălbăticia                    | 26 iunie 2019      | 17 decembrie 2019   |
| 8              | 8a             | Contagi-Anne                          | Contagi-Anna                          | 27 iunie 2019      | 18 decembrie 2019   |
| 8              | 8b             | Family Shrub                          | Tufa familiei                         | 27 iunie 2019      | 18 decembrie 2019   |
| 9              | 9a             | Lily Pad Thai                         | Nufărul Thai                          | 1 iulie 2019       | 19 decembrie 2019   |
| 9              | 9b             | Plantar’s Last Stand                  | Ultimul stand                         | 1 iulie 2019       | 19 decembrie 2019   |
| 10             | 10a            | Toad Tax                              | Taxa broaștelor                       | 2 iulie 2019       | 20 decembrie 2019   |
| 10             | 10b            | Prison Break                          | Evadare din închisoare                | 2 iulie 2019       | 20 decembrie 2019   |
| 11             | 11a            | Grubhog Day                           | Ziua râmiței                          | 3 iulie 2019       | 13 ianuarie 2020    |
| 11             | 11b            | Hop Pop and Lock                      | Moș Hop e gata                        | 3 iulie 2019       | 13 ianuarie 2020    |
| 12             | 12a            | Civil Wart                            | Razboi civil                          | 4 iulie 2019       | 14 ianuarie 2020    |
| 12             | 12b            | Hop-Popular                           | Moș-Hopularul                         | 4 iulie 2019       | 14 ianuarie 2020    |
| 13             | 13a            | Croak and Punishment                  | Orăcăilă și pedeapsă                  | 8 iulie 2019       | 15 ianuarie 2020    |
| 13             | 13b            | Trip to the Archives                  | Excursie până la arhive               | 8 iulie 2019       | 15 ianuarie 2020    |
| 14             | 14a            | Snow Day                              | Zi înzăpezită                         | 9 iulie 2019       | 16 ianuarie 2020    |
| 14             | 14b            | Cracking Mrs. Croaker                 | Misterul doamnei Orăcăilă             | 9 iulie 2019       | 16 ianuarie 2020    |
| 15             | 15a            | A Night at The Inn                    | O noapte la han                       | 10 iulie 2019      | 17 ianuarie 2020    |
| 15             | 15b            | Wally and Anne                        | Wally și Anna                         | 10 iulie 2019      | 17 ianuarie 2020    |
| 16             | 16a            | Family Fishing Trip                   | Cu familia la pescuit                 | 11 iulie 2019      | 20 ianuarie 2020    |
| 16             | 16b            | Bizarre Bazaar                        | Bazarul bizar                         | 11 iulie 2019      | 20 ianuarie 2020    |
| 17             | 17a            | !Cursed                               | Blestemat                             | 15 iulie 2019      | 21 ianuarie 2020    |
| 17             | 17b            | Fiddle Me This                        | Cântă-mi la vioara                    | 15 iulie 2019      | 21 ianuarie 2020    |
| 18             | 18a            | The Big Bugball Game                  | Marele meci                           | 16 iulie 2019      | 22 ianuarie 2020    |
| 18             | 18b            | Combat Camp                           | Tabăra de luptă                       | 16 iulie 2019      | 22 ianuarie 2020    |
| 19             | 19a            | Children of the Spore                 | Copii sporilor                        | 17 iulie 2019      | 23 ianuarie 2020    |
| 19             | 19b            | Anne of the Year                      | Ana anului                            | 17 iulie 2019      | 23 ianuarie 2020    |
| 20             | 20             | Reunion                               | Reuniunea                             | 18 iulie 2019      | 24 ianuarie 2020    |
|                |                |                                       |                                       |                    |                     |
| SEZONUL 2      |                |                                       |                                       |                    |                     |
|                |                |                                       |                                       |                    |                     |
| 21             | 21a            | Handy Anne                            | Anna cea neîndemânatică               | 11 iulie 2020      | 3 aprilie 2021      |
| 21             | 21b            | Fort on the Road                      | Fortăreața din drum                   | 11 iulie 2020      | 3 aprilie 2021      |
| 22             | 22a            | The Ballad of Hopediah Plantar        | Balada lui Hopăilă Plantă             | 18 iulie 2020      | 4 aprilie 2021      |
| 22             | 22b            | Anne Hunter                           | Ana vânează                           | 18 iulie 2020      | 4 aprilie 2021      |
| 23             | 23a            | Truck Stop Polly                      | Popasul de căruțe Paula               | 25 iulie 2020      | 10 aprilie 2021     |
| 23             | 23b            | A Caravan Named Desire                | O caravană numită dorință             | 25 iulie 2020      | 10 aprilie 2021     |
| 24             | 24a            | Quarrelers's Pass                     | Cărarea împăcării                     | 1 august 2020      | 11 aprilie 2021     |
| 24             | 24b            | Toadcatcher                           | Prinde-broaște                        | 1 august 2020      | 11 aprilie 2021     |
| 25             | 25a            | Swamp and Sensibility                 | Mlaștină și sensibilitate             | 8 august 2020      | 17 aprilie 2021     |
| 25             | 25b            | Wax Museum                            | Muzeul de ceară                       | 8 august 2020      | 17 aprilie 2021     |
| 26             | 26             | Marcy at the Gates"                   | Marcy de la porți                     | 15 august 2020     | 18 aprilie 2021     |
| 27             | 27a            | "Scavenger Hunt"                      | "Vânătoarea de comori"                | 22 august 2020     | 24 aprilie 2021     |
| 27             | 27b            | "The Plantars Check In"               | "Plantă se cazează"                   | 22 august 2020     | 24 aprilie 2021     |
| 28             | 28a            | "Lost in Newtopia"                    | Pierdute în Tritonia                  | 29 august 2020     | 25 aprilie 2021     |
| 28             | 28b            | "Sprig Gets Schooled"                 | Broschi merge la școală               | 29 august 2020     | 25 aprilie 2021     |
| 29             | 29a            | "Little Frogtown"                     | "Orășelul broaștelor"                 | 12 septembrie 2020 | 8 mai 2021          |
| 29             | 29b            | "Hopping Mall"                        | Mall hopăitor                         | 12 septembrie 2020 | 8 mai 2021          |
| 30             | 30a            | "The Sleepover to End All Sleepovers" | Stăm treji pentru a dormi împreună    | 19 septembrie 2020 | 9 mai 2021          |
| 30             | 30b            | "A Day at the Aquarium"               | O zi la acvariu                       | 19 septembrie 2020 | 9 mai 2021          |
| 31             | 31             | "The Shut-In!"                        | "Izolarea"                            | 17 octombrie 2020  | 3 iulie 2021        |
| 32             | 32a            | "Night Drivers"                       | "Viziti de noapte"                    | 6 martie 2021      | 4 iulie 2021        |
| 32             | 32b            | "Return to Wartwood"                  | "Întoarcerea în Negureni"             | 6 martie 2021      | 4 iulie 2021        |
| 33             | 33a            | "Ivy on the Run"                      | "Vivi vrea să fugă"                   | 13 martie 2021     | 10 iulie 2021       |
| 33             | 33b            | "After the Rain"                      | "După ploaie"                         | 13 martie 2021     | 10 iulie 2021       |
| 34             | 34             | "The First Temple"                    | "Primul templu"                       | 20 martie 2021     | 11 iulie 2021       |
| 35             | 35a            | "New Wartwood"                        | "Noul Negureni"                       | 27 martie 2021     | 17 iulie 2021       |
| 35             | 35b            | "Friend or Frobo?"                    | "Prieten sau Frobo?"                  | 27 martie 2021     | 17 iulie 2021       |
| 36             | 36a            | "Toad to Redemption"                  | "Broască spre salvare"                | 3 aprilie 2021     | 18 iulie 2021       |
| 36             | 36b            | "Maddie and Marcy"                    | "Maddie și Marcy"                     | 3 aprilie 2021     | 18 iulie 2021       |
| 37             | 37a            | "The Second Temple"                   | "Al doilea templu"                    | 10 aprilie 2021    | 24 iulie 2021       |
| 37             | 37b            | "Barrel's Warhammer"                  | "Războciocanul lui Butoi"             | 10 aprilie 2021    | 24 iulie 2021       |
| 38             | 38a            | "Bessie and MicroAngelo"              | "Bessie și MicroAngelo"               | 17 aprilie 2021    | 25 iulie 2021       |
| 38             | 38b            | "The Third Temple"                    | "Al treilea templu"                   | 17 aprilie 2021    | 25 iulie 2021       |
| 39             | 39a            | "The Dinner"                          | "Cina"                                | 24 aprilie 2021    | 31 iulie 2021       |
| 39             | 39b            | "Battle of the Bands"                 | "Lupta trupelor"                      | 24 aprilie 2021    | 31 iulie 2021       |
| 40             | 40             | "True Colors"                         | "Adevăratele culori"                  | 22 mai 2021        | 1 august 2021       |
|                |                |                                       |                                       |                    |                     |
| SEZONUL 3      |                |                                       |                                       |                    |                     |
|                |                |                                       |                                       |                    |                     |
| 41             | 41             | "The New Normal"                      | "Noul normal"                         | 2 octombrie 2021   | 5 martie 2022       |
| 42             | 42a            | "Hop 'Til You Drop"                   | "Țop până cazi"                       | 9 octombrie 2021   | 6 martie 2022       |
| 42             | 42b            | "Turning Point"                       | "Punctul de coditură"                 | 9 octombrie 2021   | 6 martie 2022       |
| 43             | 43a            | "Thai Feud"                           | "Conflictul thailandez"               | 16 octombrie 2021  | 12 martie 2022      |
| 43             | 43b            | "Adventures in Catsitting"            | "Aventuri în supravegherea pisicii"   | 16 octombrie 2021  | 12 martie 2022      |
| 44             | 44a            | "Fight at the Museum"                 | "Luptă la muzeu"                      | 23 octombrie 2021  | 13 martie 2022      |
| 44             | 44b            | "Temple Frogs"                        | "Templul broaștelor"                  | 23 octombrie 2021  | 13 martie 2022      |
| 45             | 45a            | "Fixing Frobo"                        | "Repararea lui Frobo"                 | 30 octombrie 2021  | 19 martie 2022      |
| 45             | 45b            | "Anne-sterminator"                    | "Ana-terminator"                      | 30 octombrie 2021  | 19 martie 2022      |
| 46             | 46a            | "Mr. X"                               | "Domnul X"                            | 6 noiembrie 2021   | 20 martie 2022      |
| 46             | 46b            | "Spring's Birthday"                   | "Ziua lui Broschi"                    | 6 noiembrie 2021   | 20 martie 2022      |
| 47             | 47a            | "Spider-Spring"                       | "Broschi-păianjen"                    | 13 noiembrie 2021  | 26 martie 2022      |
| 47             | 47b            | "Olivia & Yunan"                      | "Olivia și Yunan"                     | 13 noiembrie 2021  | 26 martie 2022      |
| 48             | 48a            | "Hollywood Hop Pop"                   | "Hollywood Moș Hop"                   | 20 noiembrie 2021  | 2 iulie 2022        |
| 48             | 48b            | "If You Give a Frog a Cookie"         | "Dacă îi dai unei broaște un biscuit" | 20 noiembrie 2021  | 2 iulie 2022        |
| 49             | 49             | "Froggy Little Christmas"             | "Un mic Crăciun broscăționesc"        | 27 noiembrie 2021  | 3 iulie 2022        |
| 50             | 50             | "Escape to Amphibia"                  | "Fuga spre Amfibia"                   | 19 martie 2022     | 9 iulie 2022        |
| 51             | 51a            | "Commander Anna"                      | "Comandantul Anna"                    | 26 martie 2022     | 10 iulie 2022       |
| 51             | 51b            | "Sprivy"                              | "Brovi"                               | 26 martie 2022     | 10 iulie 2022       |
| 52             | 52a            | "Sasha's Angels"                      | "Îngerii Sashei"                      | 2 aprilie 2022     | 16 iulie 2022       |
| 52             | 52b            | "Olm Town Road"                       | "Drumul spre Orașul Olmilor"          | 2 aprilie 2022     | 16 iulie 2022       |
| 53             | 53a            | "Mother of Olms"                      | "Mama Olmilor"                        | 9 aprilie 2022     | 17 iulie 2022       |
| 53             | 53b            | "Grime's Pupil"                       | "Viscipolul lui Mâzgă"                | 9 aprilie 2022     | 17 iulie 2022       |
| 54             | 54a            | "The Root of Evil"                    | "Rădăcina răului"                     | 16 aprilie 2022    | 23 iulie 2022       |
| 54             | 54b            | "The Core & The King"                 | "Nucleul și Regele"                   | 16 aprilie 2022    | 23 iulie 2022       |
| 55             | 55a            | "Newts in Tights"                     | "Tritoni în Izmele"                   | 23 aprilie 2022    | 24 iulie 2022       |
| 55             | 55b            | "Fight or Flight"                     | "Luptă sau zbori"                     | 23 aprilie 2022    | 24 iulie 2022       |
| 56             | 56a            | "The Three Armies"                    | "Cele trei armate"                    | 30 aprilie 2022    | 30 iulie 2022       |
| 56             | 56b            | "The Beginning of the End"            | "Începutul sfârșitului"               | 30 aprilie 2022    | 30 iulie 2022       |
| 57             | 57             | "All In"                              | "Dăm totul"                           | 7 mai 2022         | 31 iulie 2022       |
| 58             | 58             | "All In"                              | "Dăm totul"                           | 7 mai 2022         | 31 iulie 2022       |
| 59             | 59             | "The Hardest Thing"                   | "Cel mai greu lucru"                  | 14 mai 2022        | 31 iulie 2022       |

## Transmisiuni internaționale
| Țara           | Canal                                             | Sezon 1            |
| -------------- | ------------------------------------------------- | ------------------ |
| Canada         | Disney Channel                                    | 22 iunie 2019      |
| Regatul Unit   | Disney Channel (2019-2020) Disney+ (2020-)        | 06 iulie 2019      |
| Irlanda        | Disney Channel (2019-2020) Disney+ (2020-)        | 06 iulie 2019      |
| America Latină | Disney XD                                         | 05 august 2019     |
| Australia      | Disney Channel (2019-2020) Disney+ (2019-present) | 18 august 2019     |
| Japonia        | Disney Channel                                    | 01 septembrie 2019 |
| Țările de Jos  | Disney Channel                                    | 02 septembrie 2019 |
| Taiwan         | Disney Channel                                    | 08 septembrie 2019 |
| Coreea de Sud  | Disney Channel                                    | 18 septembrie 2019 |
| Italia         | Disney Channel (2019-2020) Disney+ (2020-present) | 05 octombrie 2019  |
| Rusia          | Disney Channel                                    | 14 octombrie 2019  |
| Belgia         | Disney Channel                                    | 21 octombrie 2019  |
| Franța         | Disney Channel                                    | 21 octombrie 2019  |
| Grecia         | Disney Channel                                    | 21 octombrie 2019  |
| Serbia         | Disney Channel                                    | 21 octombrie 2019  |
| Bulgaria       | Disney Channel                                    | 09 decembrie 2019  |
| România        | Disney Channel                                    | 09 decembrie 2019  |
| Spania         | Disney Channel                                    | 11 ianuarie 2020\| |
| Germania       | Disney XD (2020) Disney+ (2020-prezent)           | 17 februarie 2020  |
| Cehia          | Disney Channel                                    | 02 martie 2020     |
| Ungaria        | Disney Channel                                    | 02 martie 2020     |
| Slovacia       | Disney Channel                                    | 02 martie 2020     |
| Israel         | Disney Channel                                    | 08 martie 2020     |
| Danemarca      | Disney XD                                         | 23 martie 2020     |
| Estonia        | Disney XD                                         | 23 martie 2020     |
| Finlanda       | Disney XD                                         | 23 martie 2020     |
| Islanda        | Disney XD                                         | 23 martie 2020     |
| Letonia        | Disney XD                                         | 23 martie 2020     |
| Lituania       | Disney XD                                         | 23 martie 2020     |
| Norvegia       | Disney XD                                         | 23 martie 2020     |
| Polonia        | Disney XD                                         | 23 martie 2020     |
| Suedia         | Disney XD                                         | 23 martie 2020     |
| Turcia         | Disney Channel                                    | 25 mai 2020        |
| Ucraina        | PLUSPLUS                                          | 20 august 2020     |
| Portugalia     | Disney Channel                                    | 14 septembrie 2020 |